# 中国铁路北京局集团
中国铁路北京局集团有限公司，原名北京铁路局，是中国国家铁路集团下属公司，管辖范围包括北京、天津兩个直辖市和河北省的铁路，以及山东、河南、山西省的少部分地区。至2007年末，北京鐵路局管理的線路總延展長度為7721.4公里，營業里程4,688.1公里，辖有15条铁路干线和车站484个。

## 沿革

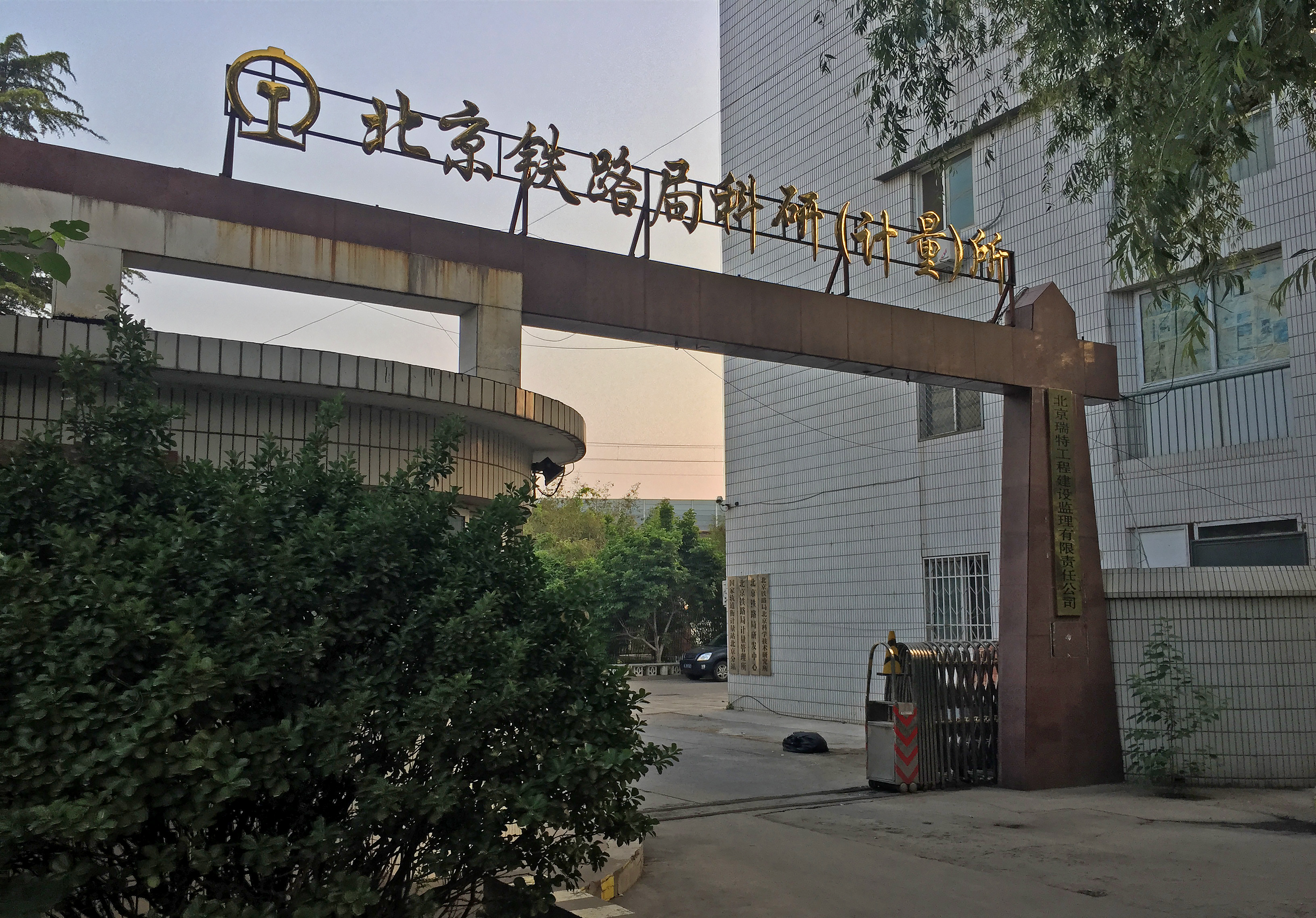
北京铁路局科研（计量）所

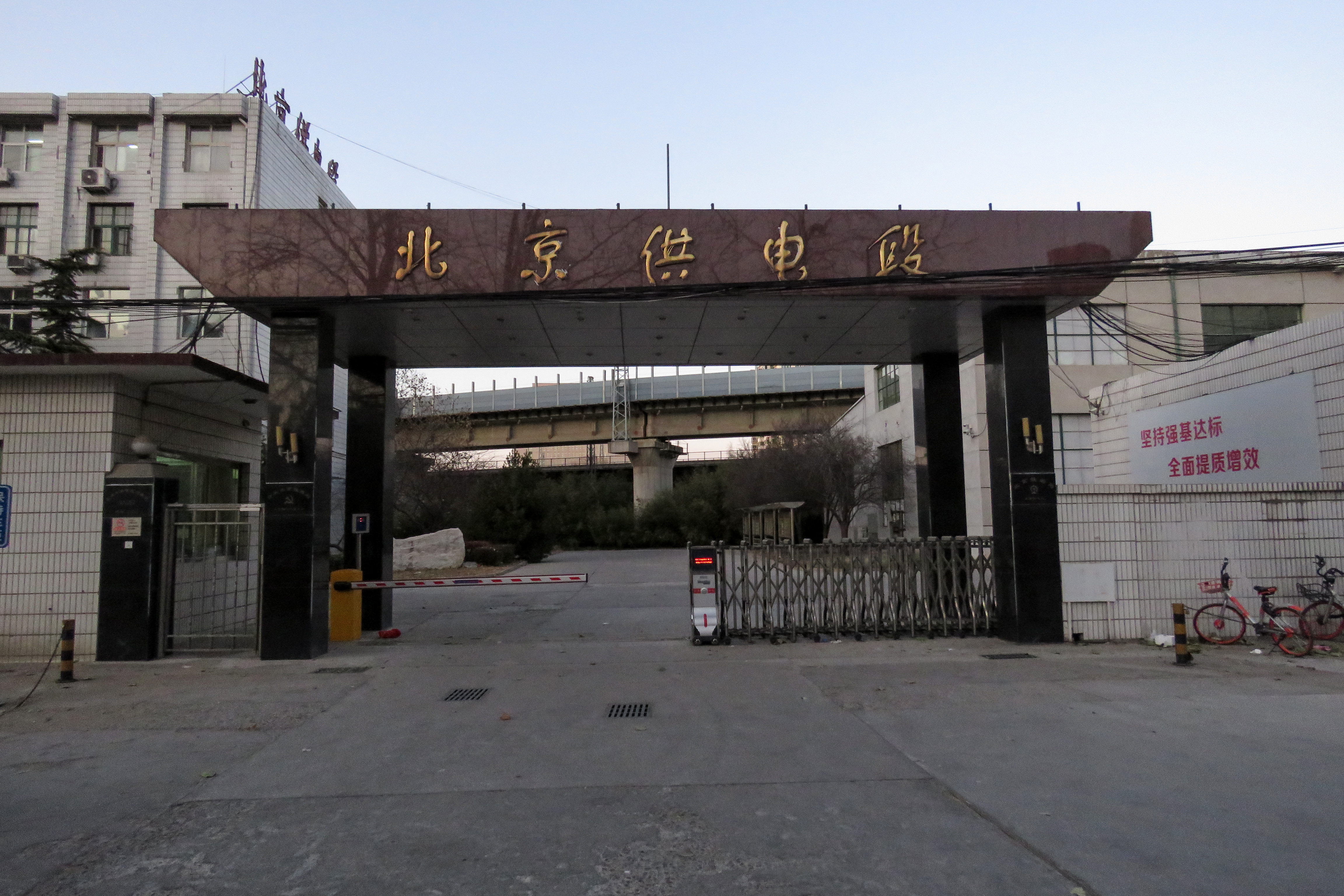
北京供电段

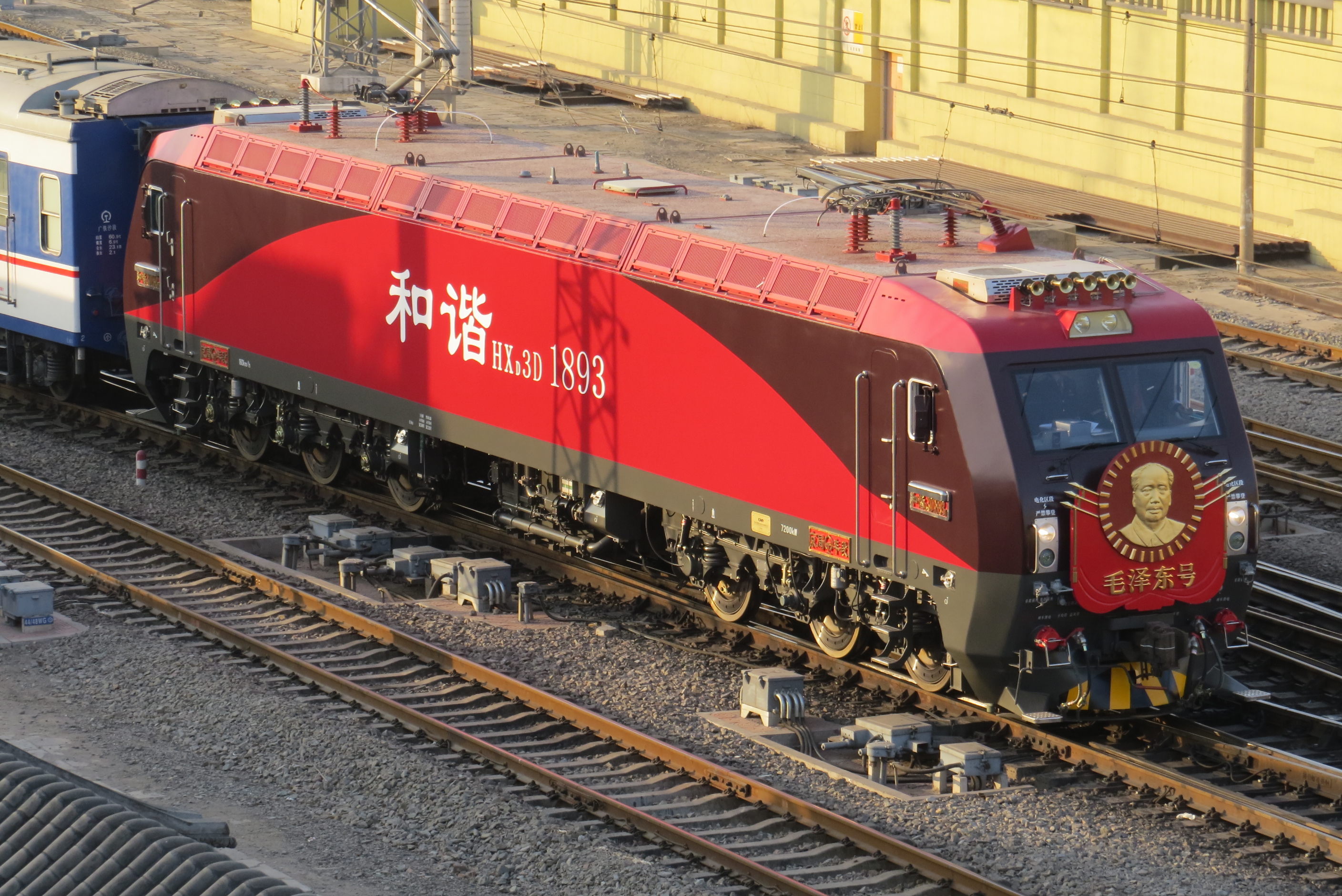
HXD3D型“毛泽东号”机车在北京站；毛泽东号机车自1949年3月21日以来一直配属丰台机务段

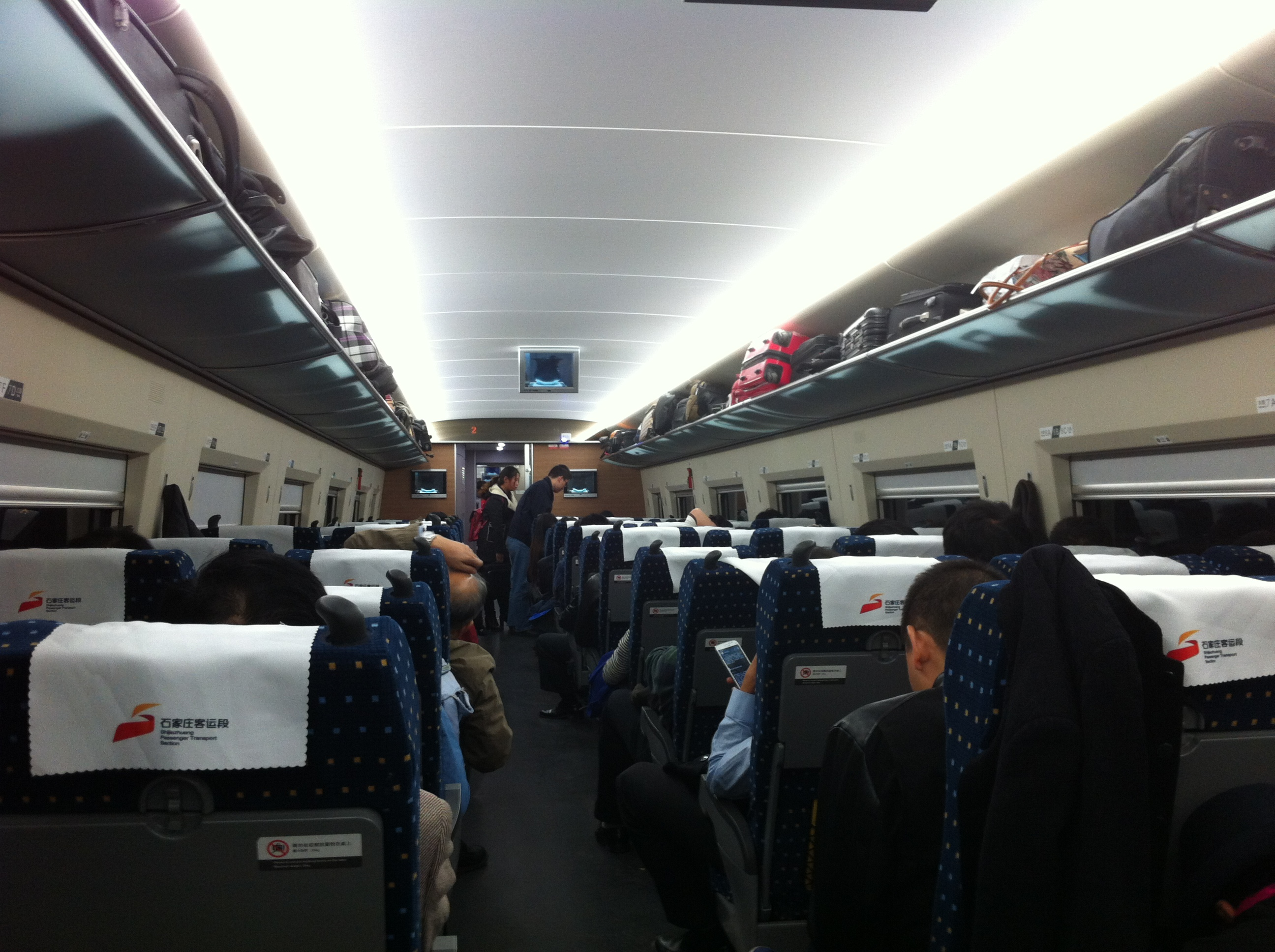
京广高速铁路上运行的30对以上列车（如图中由汉口开往北京西的G520次）的客运任务由京局石家庄客运段负责

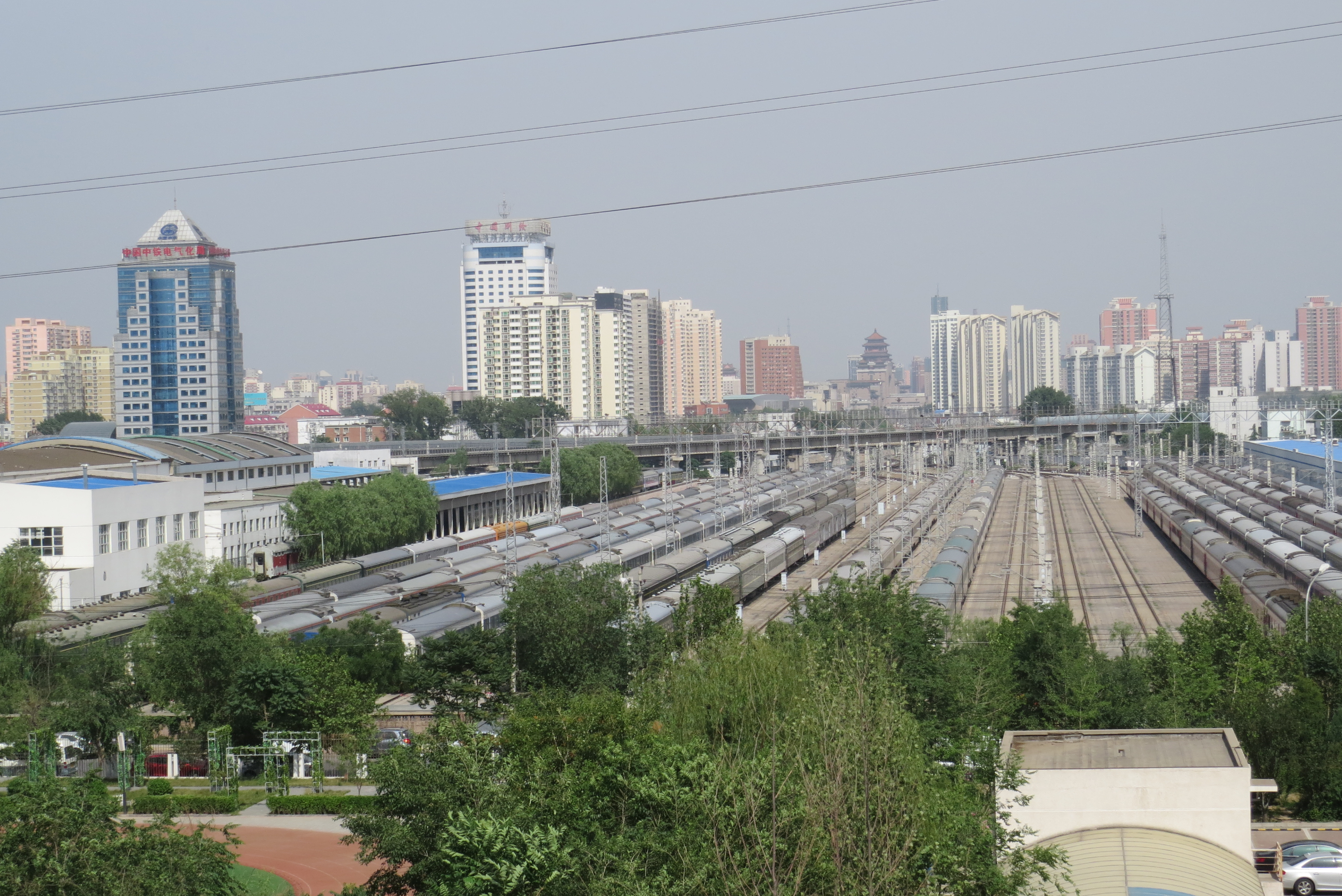
北京车辆段

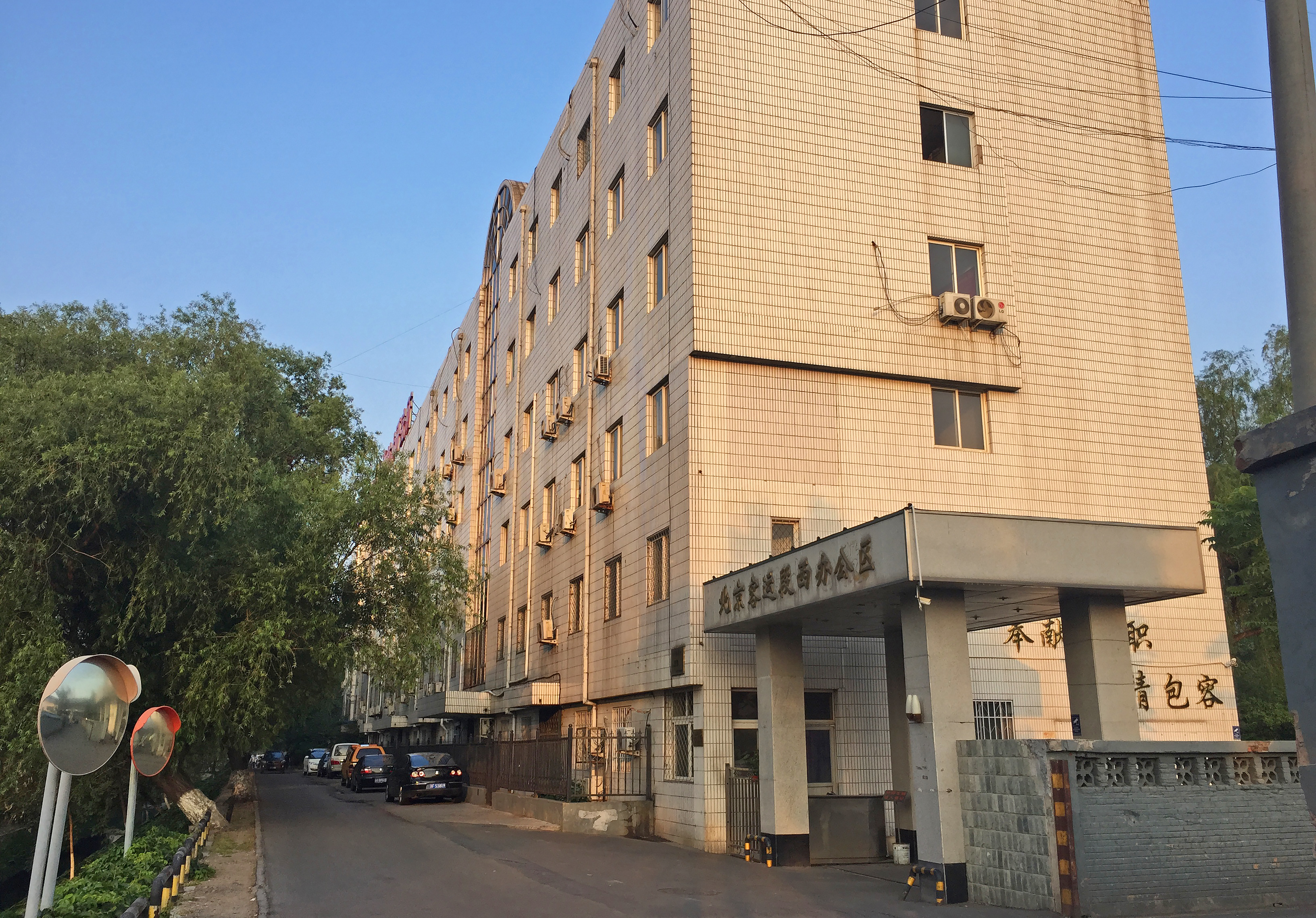
北京客运段（西办公区），标语为“奉献、尽职、热情、包容”

1945年中国抗日战争胜利后，为中华民国交通部平津区铁路管理局，下设天津分局、张家口分局。1949年1月平津战役后，接收组建“中国人民革命军事委员会铁道部平津铁路管理局”，同年5月平津铁路管理局迁至天津，9月改称天津铁路管理局:382。
1951年9月1日，天津铁路管理局和太原铁路管理局合并:52。1953年1月1日，天津铁路管理局分为太原、北京、天津三个管理局:53；1956年1月1日，京、津两局合并:57。
1993年，北京铁路局进行了工商登记。
2002年1月1日，原属铁道部的中国铁道旅行社和中铁进出口公司移交北京铁路局。同年5月16日，中国铁道旅行社与北京京铁国际旅行社等单位重组为中国铁道旅行社（集团）公司。
2005年分拆出太原铁路局，原北京铁路局管辖的山西省内铁路网转交太原铁路局管辖。
在“2007中国企业500强排行榜”中，北京铁路局排名第87位，比上一年下跌了9名。北京鐵路局官網域名「036」，來源於1970年代一位優秀服務員的胸牌號。
2017年4月，中國鐵路總公司與中國中鐵轄下中鐵二院、中鐵國際及北京鐵路局合組財團，獲准進入競投加利福尼亞高速鐵路民間興建營運後轉移模式營運權第二階段招標，但最後由德國鐵路為首財團中標。
2017年11月4日，经国家工商行政管理总局核准，北京铁路局同其他10个铁路局名称变更为中国铁路北京局集团有限公司（(国)名称变核内字[2017]第5280号）。
2017年11月15日，在国家企业信用信息公示系统中，中国铁路北京局集团有限公司已完成工商登记变更。工商登记变更后，中国铁路北京局集团有限公司仍为中国铁路总公司100%控股的公司，公司由原先的全民所有制企业变成有限责任公司（非自然人投资或控股的法人独资）企业，注册资本由原先的2144.07539亿元变更为2489.5969亿元人民币，经营范围不变。
2017年11月19日，中国铁路北京局集团有限公司正式挂牌。
2019年8月26日，北京局旗下雄安高速鐵路有限公司成立，註冊資本為972.5億元人民幣，經營範圍為：京雄城際和京雄商、雄忻高鐵的建設管理，鐵路客貨運輸，物資供應服務，廣告服務，餐飲服務，商業綜合體物業管理服務，企業管理諮詢服務，鐵路土地綜合開發利用，信息顯示，雄安高速鐵路有限公司目前有8個股東，分別為中國鐵路北京局集團有限公司，持股33.87%、河北建投交通投資有限責任公司，持股33%，山東鐵路投資控股集團有限公司，持股12.74%，北京市基礎設施投資有限公司（原北京地鐵集團有限責任公司），持股10.11%，山西能源交通投資有限公司，持股5.13%，河南鐵路投資有限責任公司，持股2.07%，中國鐵路發展基金股份有限公司，持股2.06%，工銀金融資產投資有限公司，持股1.03%。

## 机构设置

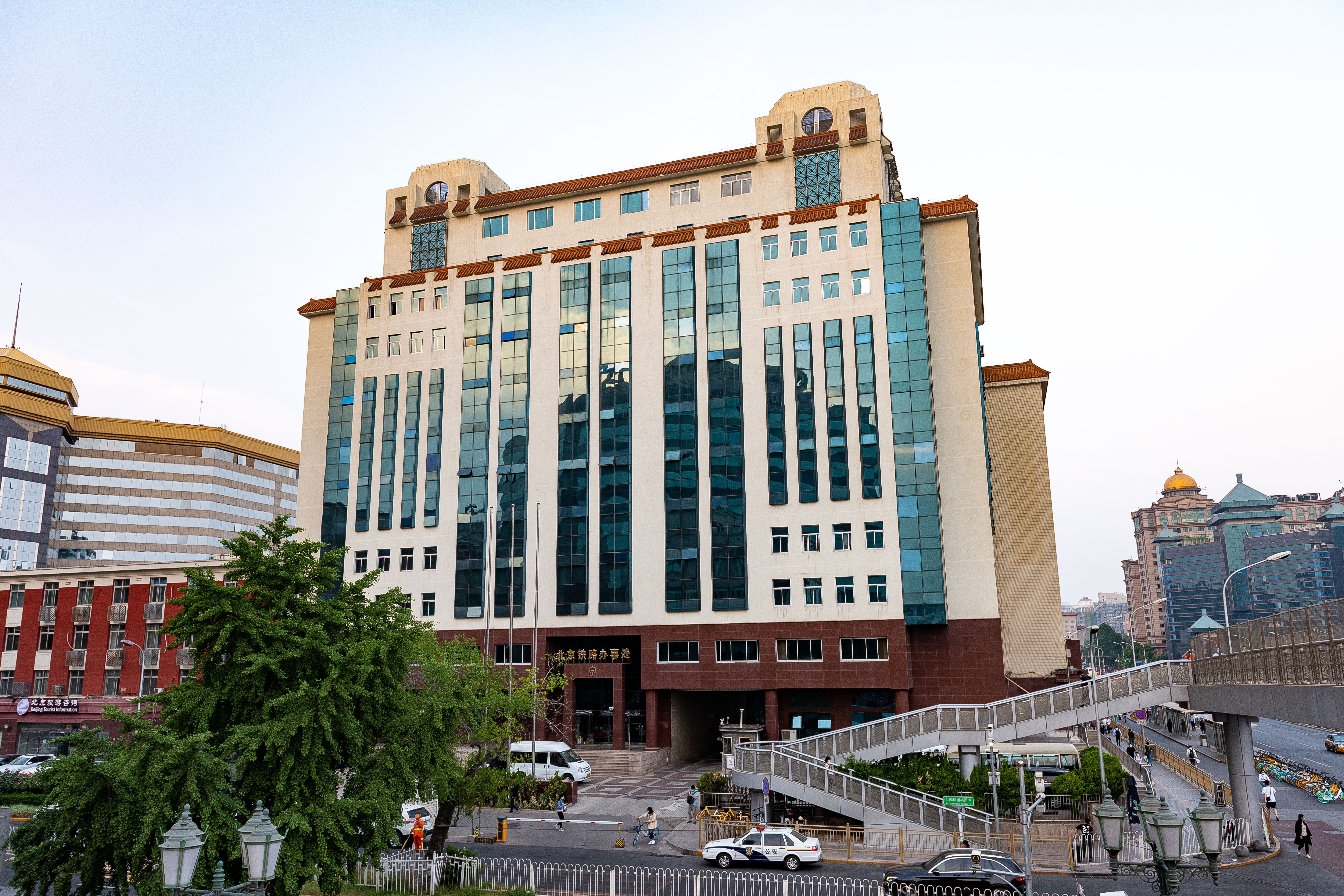
位于老钱局胡同16号的北京客运段机关总部，该建筑原为北京铁路分局、北京铁路办事处

机务段负责存放、维护、检修铁路机车，工作通常包括清洗、加油、加水、检修、除尘等。车务段负责列车运营控制指挥，管辖辖区内的各大小车站、货运和客运的计划和收入、列车的运行监控。客运段担当本局管内的旅客列车的服务（包括内旅客列车乘务工作和餐饮服务）。供电段负责电气化铁路的牵引供电、铁路运输信号供电、铁路地区的电力供应、电力设备的检修与保养等工作。工务段负责铁路线路及桥隧设备的保养与维修工作。电务段负责管理和维护列车在运行途中的地面信号与机车信号及道岔正常工作。
中国铁路北京局集团有限公司设置下列机构（站段）：

### 内设机构
- 安全监察室
  - 机辆监察组
- 运输局
  - 调度所
    - 列车调度台
    - 机车调度台
    - 客运调度台

### 机务段
- 北京机务段（京段）
- 丰台机务段（段）
- 怀柔北机务段（怀段）
- 石家庄电力机务段（石段）
- 唐山机务段（唐段）
- 天津机务段（津段）
- 邯郸机务段（邯段）

### 直属站
- 北京站
- 北京西站
- 北京南站
- 北京北站(原通州车务段)
- 天津站
- 天津西站
- 丰台西站
- 双桥站（被拆分合并）
- 南仓站
- 塘沽站
- 唐山站
- 唐山南站
- 石家庄站
- 石家庄南站
- 邯郸站
- 阳泉站

### 车务段
- 北京车务段（原丰台车务段、保定车务段）
- 北京西车务段（原石景山车务段）
- 天津车务段
- 沧州车务段
- 秦皇岛车务段
- 张家口车务段
- 承德车务段
- 邯郸车务段
- 衡水车务段
- 唐山车务段

### 动车段
- 北京动车段
- 天津动车客车段

### 动车所

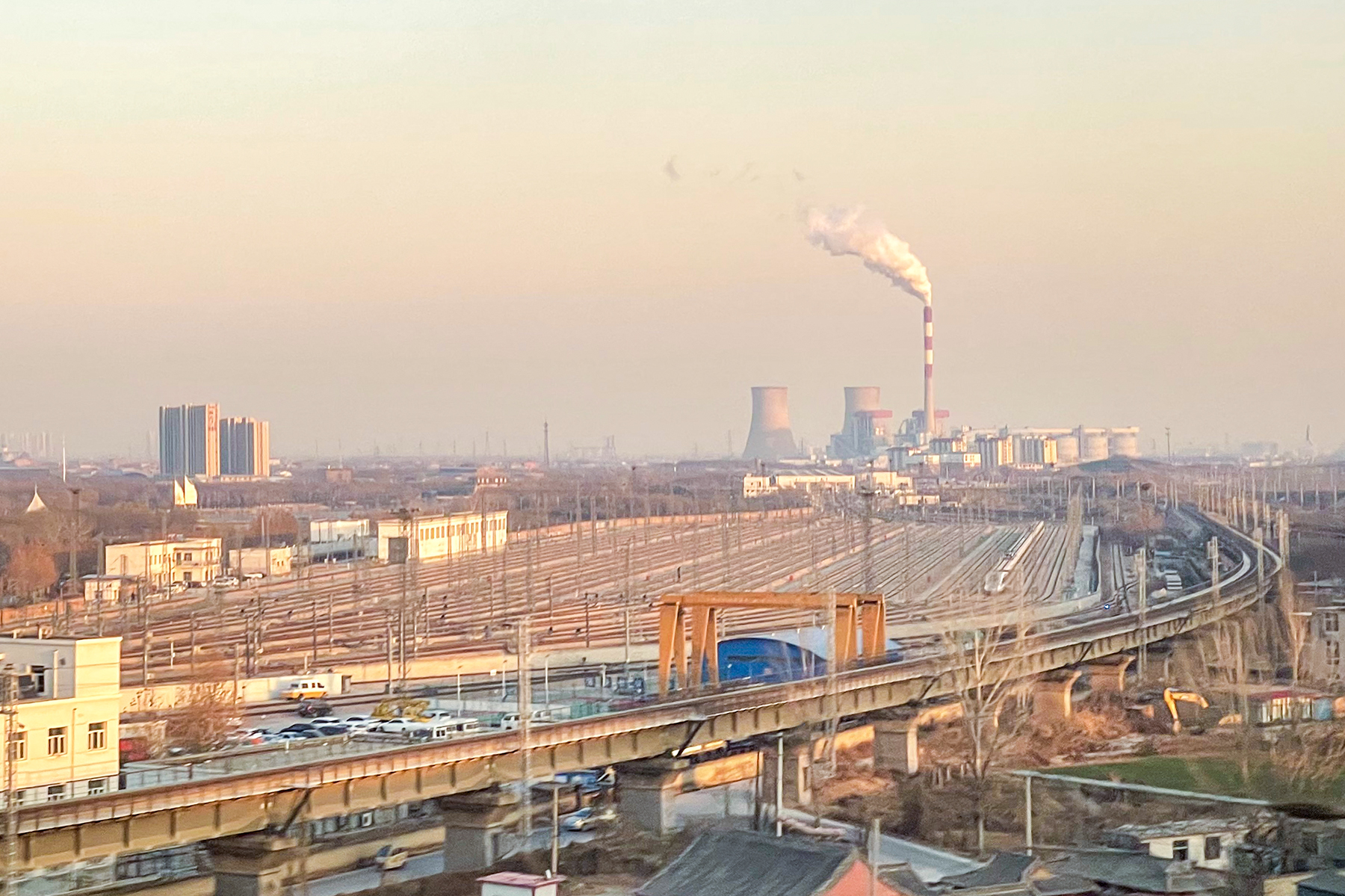
北京南动车运用所
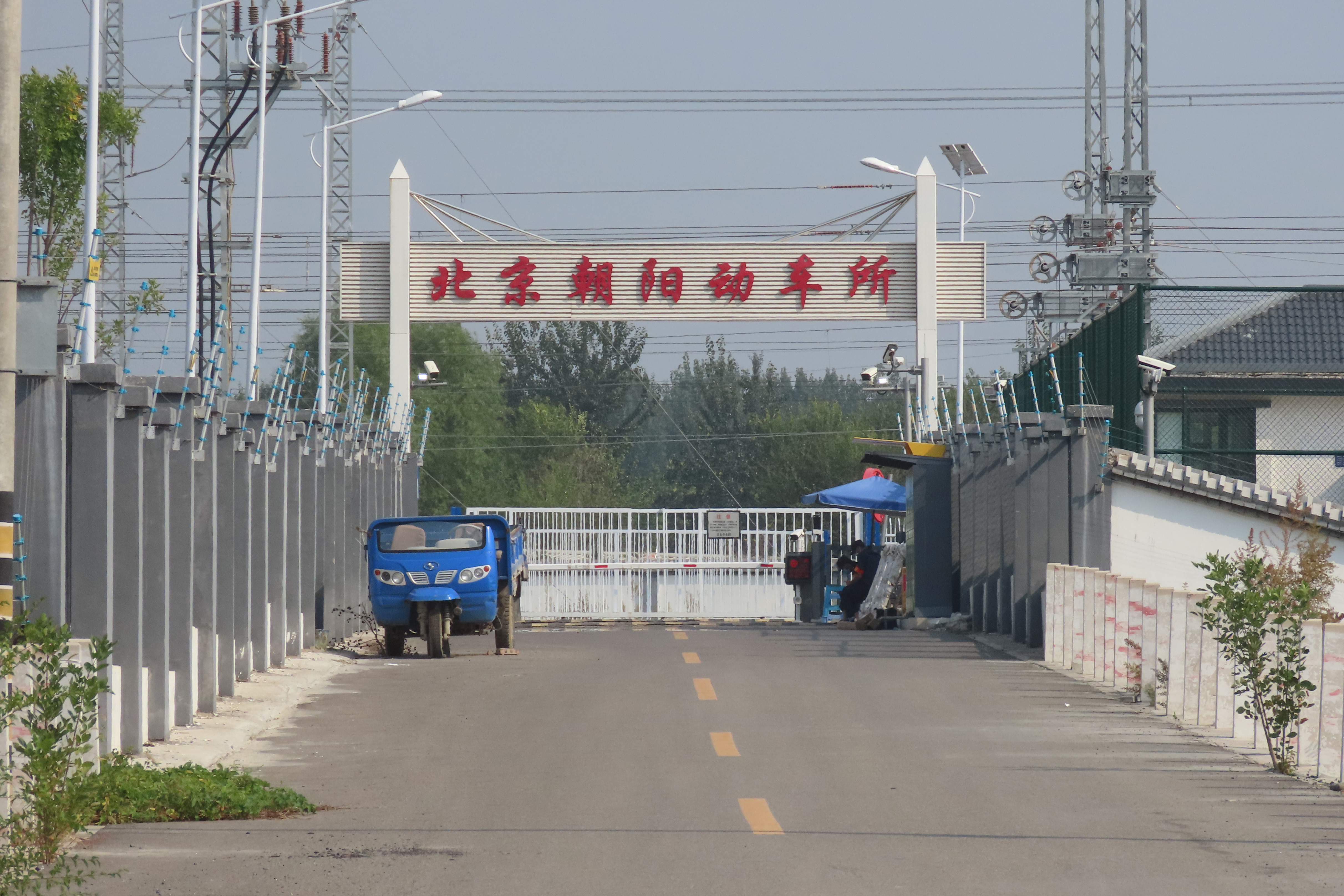
北京北动车运用所
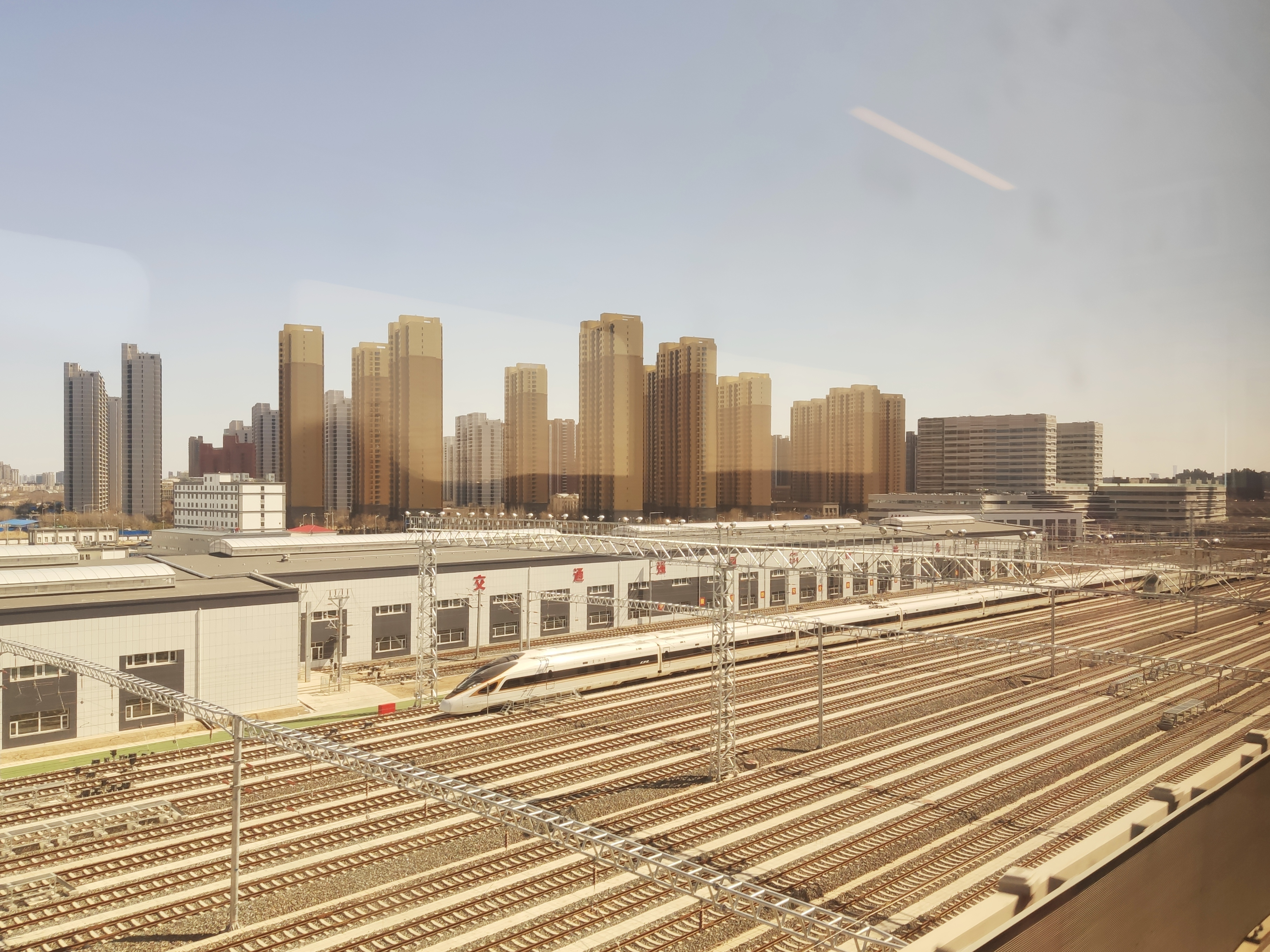
石家庄动车运用所
- 北京西动车运用所
- 北京动车运用所
- 朝阳动车运用所
- 雄安动车运用所
- 天津动车运用所
- 大厂动车运用所
- 廊坊动车运用所

- 石家庄动车运用所
- 朝阳动车运用所
- 北京北动车运用所

### 客运段
- 北京客运段
- 天津客运段
- 石家庄客运段

### 供电段
- 北京供电段
- 天津供电段
- 石家庄供电段
- 衡水供电段
- 唐山供电段

### 工务段

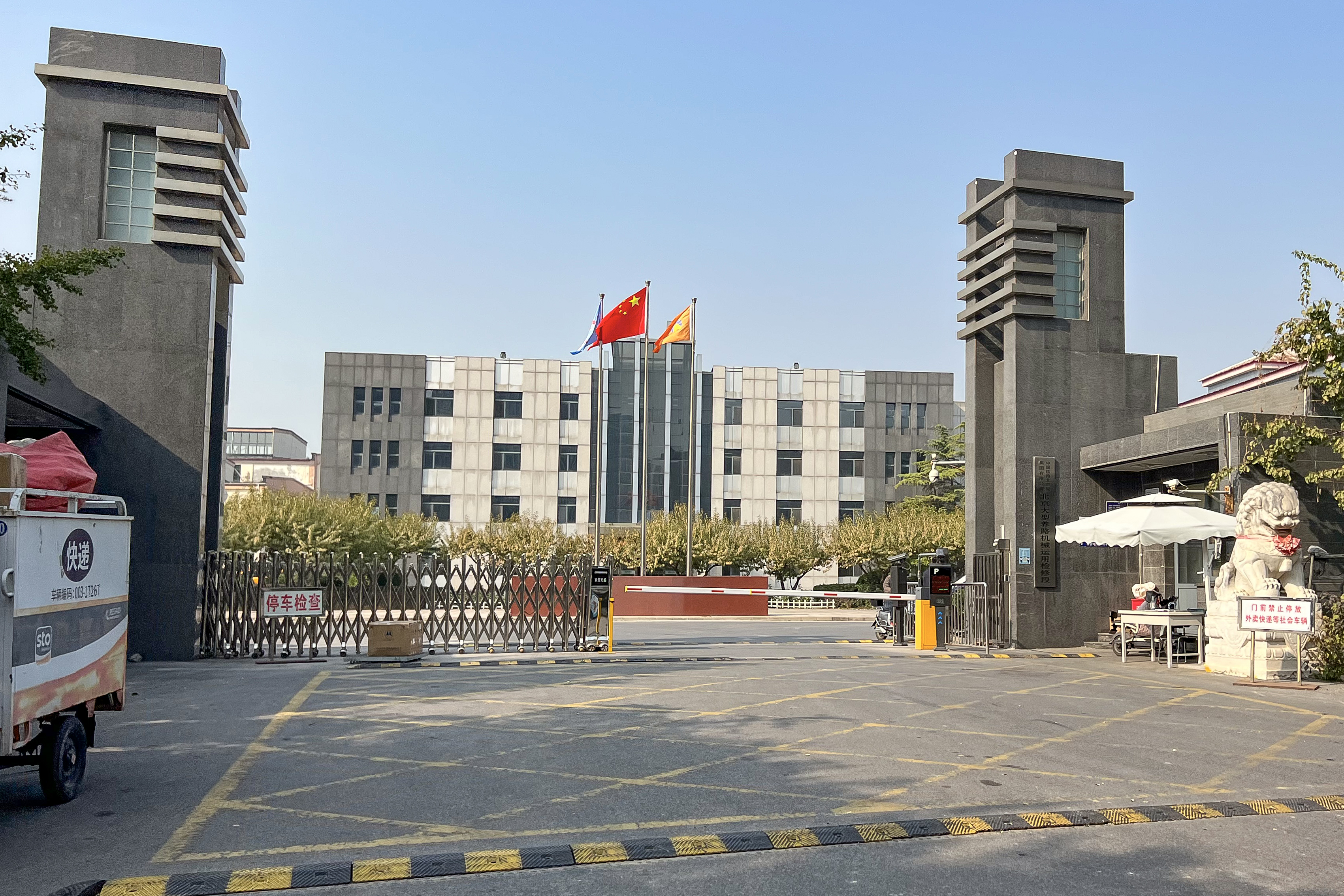
北京大型养路机械运用检修段（简称“北京大机运检段”或“北京大机段”）

- 北京工务段
- 北京西工务段（原三家店工务段）
- 丰台工务段
- 北京高铁工务段
- 天津工务段
- 唐山工务段（原丰润工务段）
- 秦皇岛工务段
- 石家庄工务段
- 保定工务段
- 邯郸工务段
- 衡水工务段
- 承德工务段
- 北京工电大修段
- 北京大型养路机械运用检修段

### 电务段
- 北京电务段
- 北京西电务段
- 天津电务段
- 唐山电务段
- 石家庄电务段

### 车辆段
- 北京车辆段（客车段）
- 丰台车辆段
- 天津车辆段
- 天津动车客车段（原天津客车车辆段）[16]
- 石家庄车辆段

### 运输辅助单位

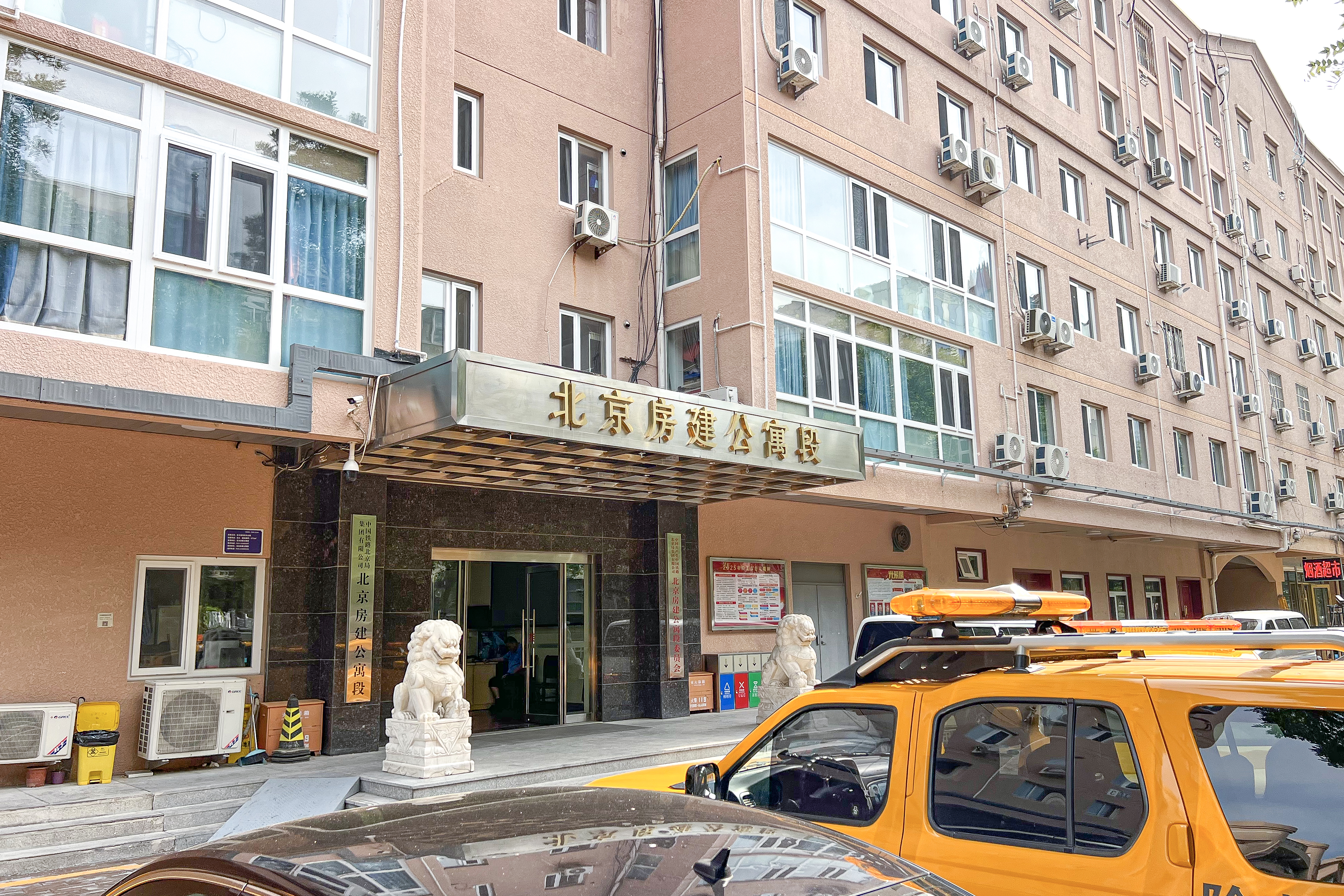
北京房建公寓段，2022年3月前称北京建筑段

- 北京房建公寓段
- 天津房建公寓段
- 石家庄房建公寓段
- 北京铁路客户服务中心

### 非运输企业
- 中国铁道旅行社集团有限公司
  - 北京京铁列车服务有限公司[18]
  - 北京京铁天佑酒店管理有限公司
- 中铁世纪传媒广告有限公司
  - 北京京铁商业服务有限公司
- 天佑京铁房地产开发有限公司
- 天佑京铁工程建设有限公司
- 天佑京铁工程咨询有限公司
- 天佑京铁轨道技术有限公司
- 天佑京铁轨道运营有限公司
- 天佑京铁经贸有限公司
- 天佑京铁资产运营有限公司
- 天佑京铁物流有限公司
- 天佑津铁物流有限公司
- 天佑冀铁物流有限公司

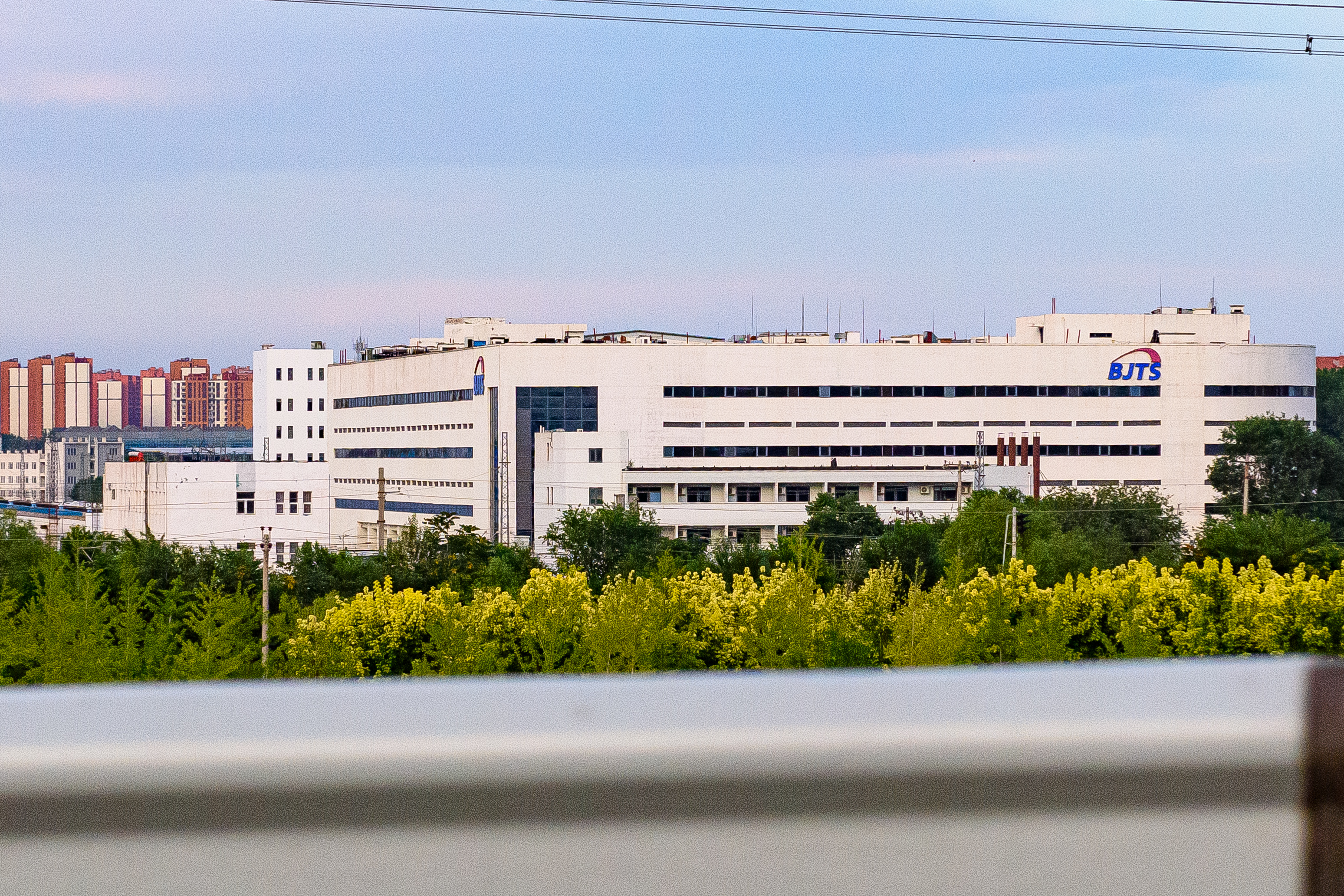
负责北京局集团动车组列车餐饮服务的北京京铁列车服务有限公司（京铁列服）为北京局集团下属中国铁道旅行社的子公司，2023年5月前为北京局直属
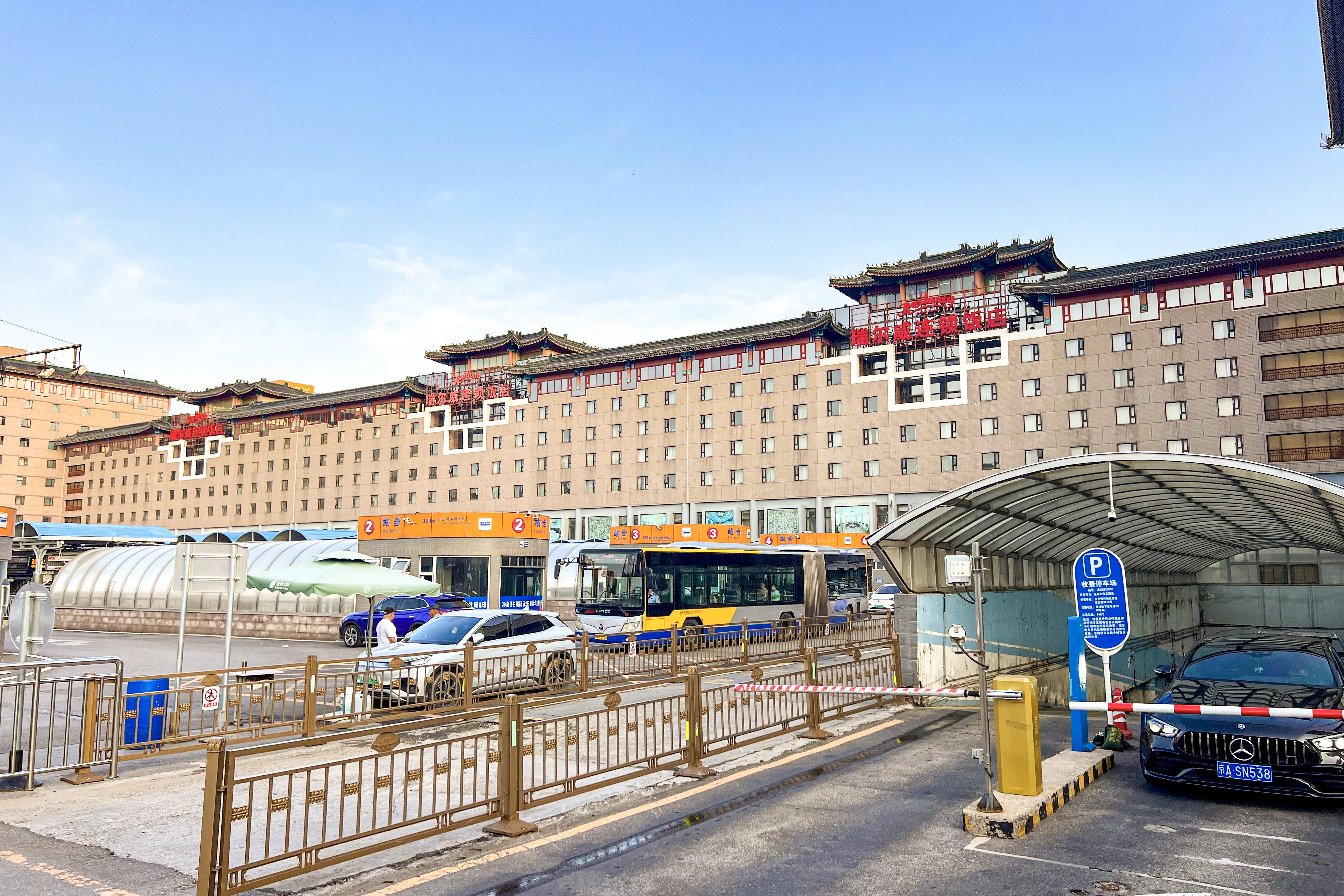
位于北京西站东附楼的瑞尔威酒店为北京京铁天佑酒店管理有限公司所属，其写字楼A座（左）为中铁世纪传媒广告有限公司办公地
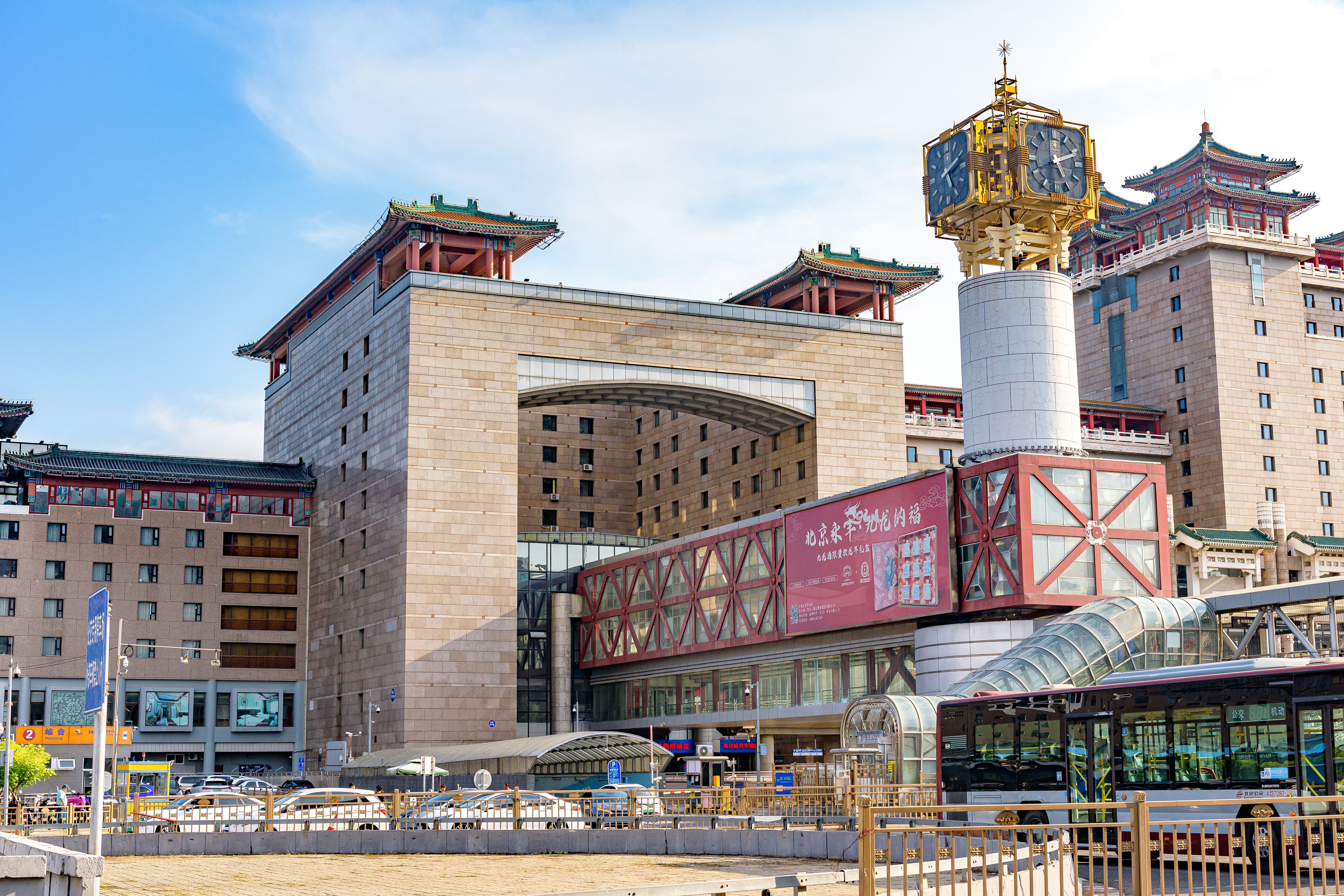
位于北京西站主楼东侧的瑞尔威写字楼B座为中国铁旅集团办公地

### 其他直属单位

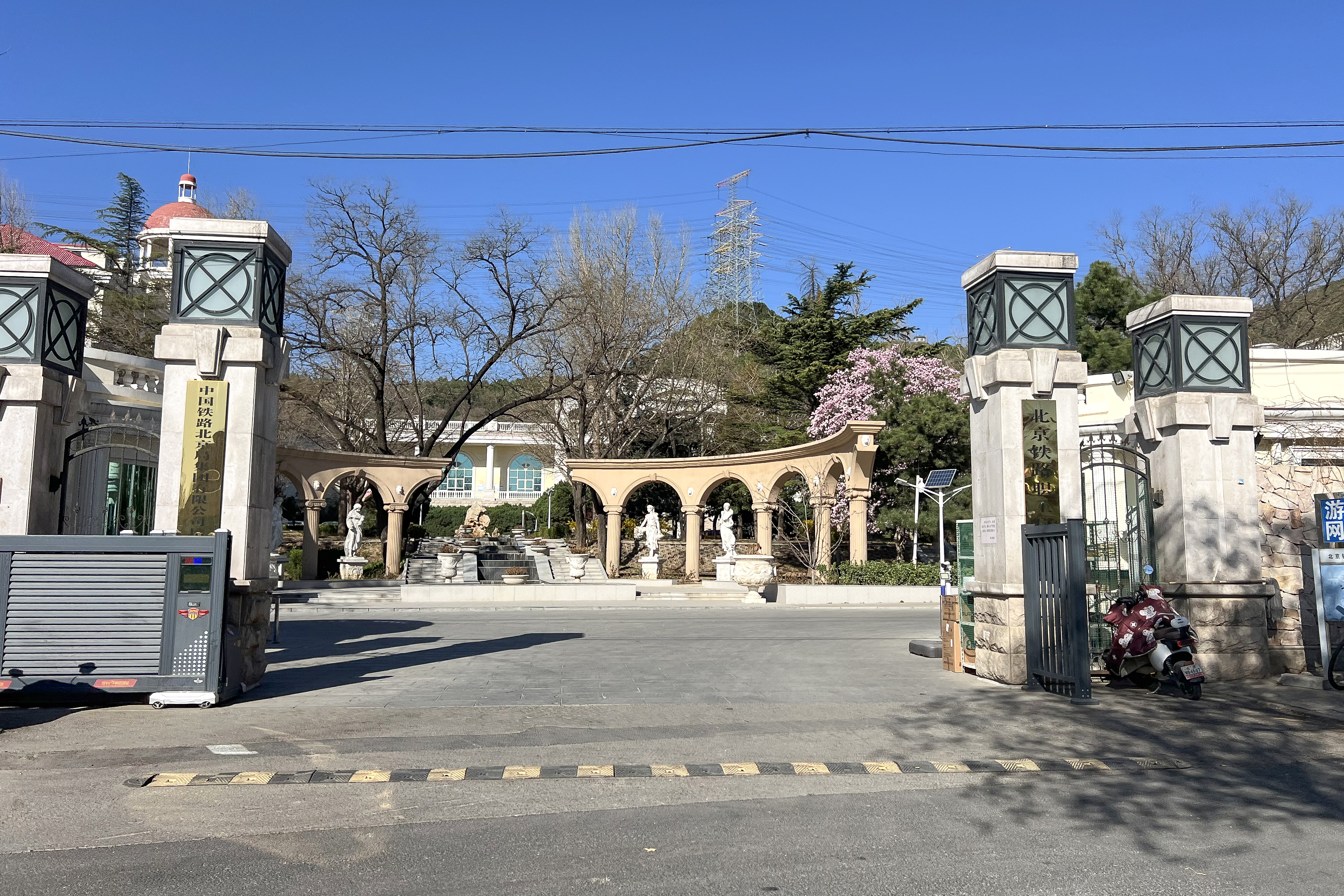
北京局培训中心

- 北京铁路专业技术服务中心
- 天津铁路专业技术服务中心
- 石家庄铁路专业技术服务中心
- 培训中心
- 北戴河服务中心
- 北京铁路疾病预防医学研究中心
- 天津铁路疾病预防控制中心
- 石家庄铁路疾病预防控制所
- 北京直属服务中心
- 中国铁道博物馆

## 历任领导
北京铁路局
| 局长 - 王效斌（1953年1月—1958年12月）:1480 - 赵文普（1958年12月—1963年10月） - 刘英才（1963年10月—1967年12月） 军管会主任 - 肖锋（1966年—1967年）:1483 - 王崇国（1968年8月—1970年8月） 革委会主任 - 娄少林（1968年1月—1971年6月）:1483 - 张炳文（1970年8月—1973年8月） - 赵文普（1973年8月—1978年8月） 局长 - 张云（1978年8月—1983年1月）:1480 - 石希玉（1983年1月—1984年1月） - 王宝庆（1984年1月—1986年2月） - 国林（1986年2月—1993年7月） - 王纯善（1993年7月—1998年5月） - 李树田（1998年5月—2003年5月） - 安路勤（2003年5月—2008年3月） - 杨绍清（2008年3月—2008年9月） - 黄桂章（2008年9月—2011年10月） - 何玉华（2011年10月—2013年1月） - 杨宇栋（2013年1月—2014年8月） - 刘振芳（2014年8月—2017年5月） - 郭竹学（2017年5月—2017年11月） | 党委书记 - 王效斌（1953年1月—1955年11月）:1484 - 鲁文（1955年11月—1956年1月）:1485 - 刘国梁（1956年1月—1958年12月） - 赵文普（1958年12月—1967年10月） - 张炳文（1971年6月—1973年4月） - 张云（1973年4月—1973年8月） - 赵文普（1973年8月—1979年3月） - 郭修真（1979年3月—1983年1月） - 刘克天（1983年1月—1985年4月） - 张建华（1985年4月—1987年1月） - 陈效达（1987年1月—1991年12月） - 蔡庆华（1991年12月—1993年5月） - 崔凤鸣（1993年7月—2003年5月） - 国一民（2003年5月—2006年4月） - 何玉华（2006年4月—2007年5月） - 罗金保（2007年5月—2008年3月） - 安路勤（2008年3月—2009年3月） - 杨军（2009年3月—2012年4月） - 崔佩哲（2012年4月—2017年） |

中国铁路北京局集团有限公司
| 董事长 - 郭竹学（2017年11月—2018年5月） - 赵春雷（2018年5月—2021年10月） - 王进喜（2021年10月—2024年6月） - 张千里（2024年6月—） | 经理 - 李荧（2018年5月—2020年） - 狄威（2020年—2021年） - 赵文芳（2021年—2023年6月） - 孙雁胜（2023年—） | 监事会主席 - 谷晓明（2017年—） | 党委书记 |

## 管辖范围
中国铁路北京局集团有限公司管辖下列铁路区间：

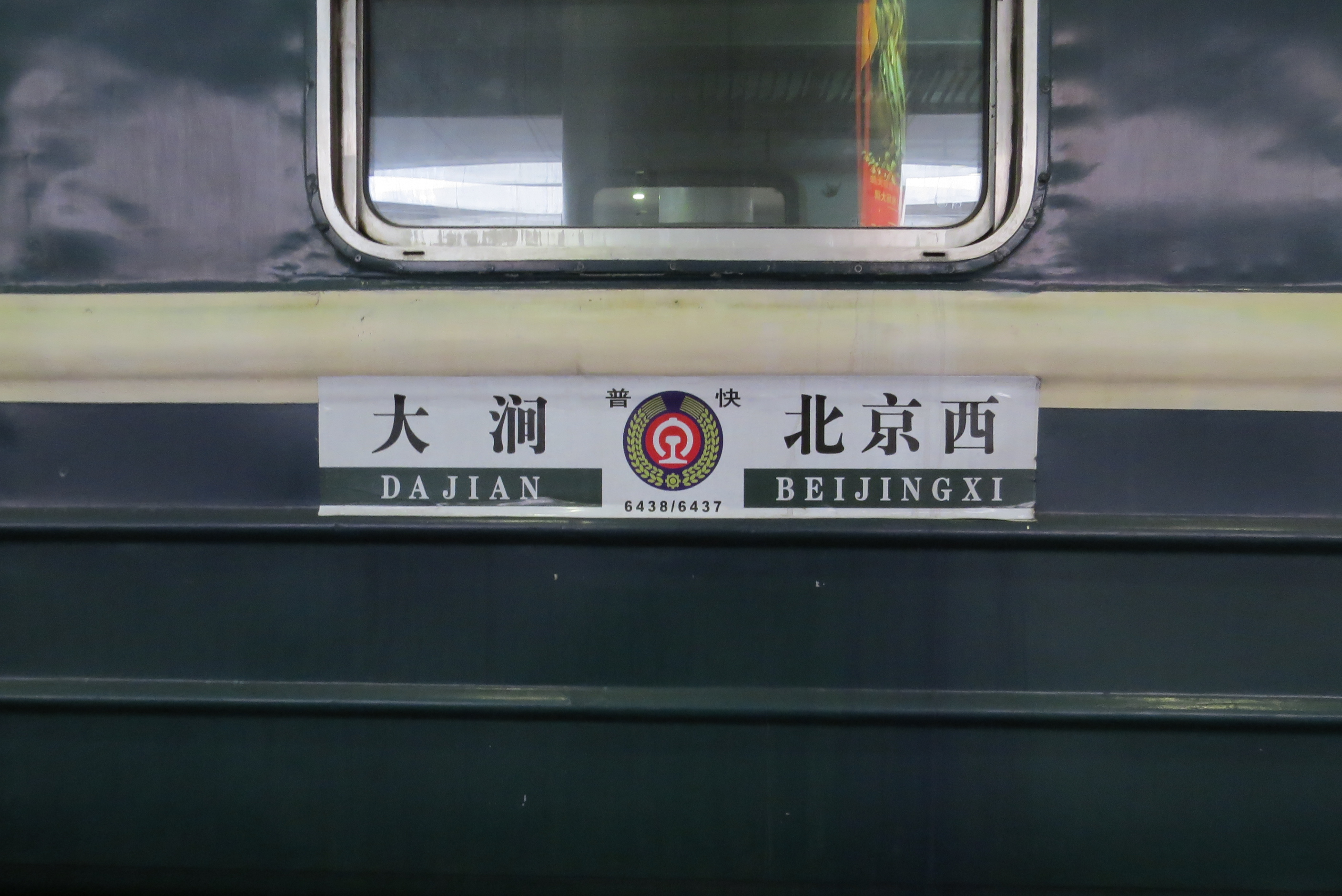
京局管内6437/6438次普通旅客列车水牌，其西端终点大涧站位于山西灵丘县，西侧为京局与太局的交界处

- 京广线：与郑州铁路局在柏庄、安阳间k485+800处交界
- 邯长线：与郑州铁路局在北舍、长治北间k215+491处交界
- 京哈线：与沈阳铁路局在龙家营、山海关间k312+498处交界
- 京通线：与沈阳铁路局在隆化、河洛营间k244+565处交界
- 锦承线：与沈阳铁路局在平泉、杨树岭间k335处交界
- 京九线：与济南铁路局在临西、临清间k372+777处交界
- 京沪线：与济南铁路局在德州、于官屯间k371处交界
- 京包线：与太原铁路局在郭磊庄、柴沟堡间k225处交界
- 京原线：与太原铁路局在大涧、灵丘间k234处交界
- 石太线：与太原铁路局在赛鱼、坡头间k117处交界
- 京沪高速铁路：德州东站以南与济南铁路局交界
- 京广高速铁路：邯郸东站以南与郑州铁路局交界
- 京哈高速铁路：平泉北站以东与沈阳铁路局交界
- 石太客运专线：阳泉北站以西与太原铁路局交界
- 石濟客运专线：德州東站以東与濟南铁路局交界